# رجاء قصابني
رجاء قصابني ، (مواليد المغرب في 20 مارس/آذار 1979 هي مغنّية مغربية أحرزت بطولة المسابقة الغنائية العربية «X سير النجاح» في دورتها الأولى عام 2006، منتصرة في النهائي على أحمد من مصر بنسبة تصويت عالية جدا.
ولقد وقّعت رجاء قصابني عام 2006 عقدا مع شركة روتانا. أصدرت رجاء قصابني بعد نجاحها مباشرة أغنيتها single البكر «استغربت لحال الدنيا»
ولقيت نجاحا باهرا في العالم العربي. وأصدرت قصابني عام 2007 أول ألبوم لها بعنوان «حال الدنيا» أتبعتها بواحدة ثانية بعنوان «طربيّات».
وألغت «روتانا» العقد أواخر عام 2009 بعد ثلاث سنوات للفنانة مع الشركة، لتعقد رجاء قصابني عقدا مع «أرابيكا ميوزيك»  وهي في طور إعداد ألبومها الثالث لها والأولى مع الشركة الجديدة بعد أن أصدرت أغنيتين منفردتين، الأولى بعنوان «تعالى حبيبي» والثانية عبارة عن ديو مع النجم اللبناني رضا وتحمل عنوان «مع بعض» وصور لها كليب يظهر الفنانين في لحظات رمنسية لا تخلو من الحب ولقي العمل نجاح معتبر..

## الألبومات
- حال الدنيا (روتانا، 2007)

أغاني الألبوم
- حال الدنيا 4:16
- مش حلو عشانو 4:37
- لحقت تنسي 5:19
- بدنا كام سنه 4:45
- حس بيا 4:38
- زهقانه انا 4:27
- خبي عنيك 4:40
- ليك 5:25
- طربيّات (روتانا)

أغاني الألبوم
- بعيد عنك 4:03
- أنا والعذاب 4:54
- بلاش تبوسني 4:29
- شعوري نحيتك 3:11
- للصبر حدود 4:19
- في يوم وليلة 3:30
- ميدلي داليدا 3:21
- في يوم وليلة 3:49
- أنت أنت 3:30